# Distrito Administrativo del Suroeste
El Distrito Administrativo del Suroeste (del ruso: Ю́го-За́падный администрати́вный о́круг, Yugo-Zapadny administrativny okrug'), es uno de los doce distritos (okrugs) administrativos de Moscú, Rusia. Fue fundado en 1991 y tiene una superficie de 111,362 kilómetros cuadrados.
Gazprom y la compañía aérea Aero Rent tienen su sede en el distrito de Cheryomushki en el ókrug, mientras que la empresa RusHydro tiene su sede en el distrito de Obruchevsky.

## Distritos
A su vez, dentro del distrito administrativo hay doce distritos:
- Akademichesky
- Gagarinsky
- Zyuzino
- Konkovo
- Kotlovka
- Lomonosovsky
- Obruchevsky
- Severnoye Butovo
- Tyoply Stan
- Cheryomushki
- Yuzhnoye Butovo
- Yásenevo